# Ferrovia Langenthal-Melchnau
La ferrovia Langenthal-Melchnau  è una linea ferroviaria a scartamento metrico della Svizzera.

## Storia
Nel 1907 si costituì a Melchnau un comitato d'iniziativa per la costruzione della linea; il 12 marzo 1912 fu ottenuta la concessione. Il 21 aprile 1913 si costituì la società Langenthal-Melchnau-Bahn (LMB), il cui capitale fu sottoscritto per circa il 50% dal canton Berna e per il resto dai comuni interessati e dal canton Lucerna.
I lavori iniziarono nel 1915 e la linea fu inaugurata il 4 ottobre 1917, aprendo al servizio due giorni dopo. L'esercizio fu affidato alla vicina Langenthal-Jura-Bahn (LJB).
Il 10 gennaio 1959 la LMB si fuse con la LJB, costituendo la Oberaargau-Jura-Bahnen (OJB), con effetto retroattivo dal 1º gennaio 1958. Poco dopo (1º marzo 1959) l'OJB e la ferrovia Soletta-Niederbipp (SNB) stipularono un accordo di cooperazione, esteso nel 1964 alla ferrovia Biel-Täuffelen-Ins (BTI), nel 1983 alla Bielersee-Schifffahrts-Gesellschaft (BSSG) e nel 1984 alla Ligerz-Tessenberg-Bahn (LTB). Il consorzio prese nel 1985 il nome Oberaargau-Solothurn-Seeland-Transport (OSST).
Il 22 maggio 1982 fu sospeso il traffico passeggeri sulla tratta St. Urban-Melchnau, sostituito da un'autolinea diretta tra Langenthal e Melchnau; il servizio fu ripreso nel breve tratto tra St. Urban e la fermata di St. Urban Ziegelei il 28 maggio 1989. Nel 2012 il Consiglio federale ha revocato la concessione per la tratta St. Urban Ziegelei-Melchnau, non più utilizzata.
A seguito di diverse assemblee sociali tenutesi tra il 17 e il 24 giugno 1999 la Regionalverkehr Oberaargau (RVO, denominazione dal 2 luglio 1990 della OJB), la BTI, la SNB e la Oberaargauischen Automobilkurse (OAK) si fusero (con effetto dal 1º gennaio 1999) nella Aare Seeland mobil (ASm), nuova esercente della linea.

## Caratteristiche
La linea, a scartamento metrico, era lunga all'apertura (1917) 11,9 km. È elettrificata a corrente continua con la tensione di 1.200 V. Il raggio minimo di curva è di 50 metri, la pendenza massima del 45 per mille.

### Percorso
| Unknown route-map component "exKBHFa" |

| Unknown route-map component "exHST" |

| Unknown route-map component "exBHF" |

| Unknown route-map component "exHST" |

| Unknown route-map component "KDSTxa" |

| Stop on track |

| Station on track |

| Stop on track |

| Station on track |

| Stop on track |

| Stop on track |

| Unknown route-map component "CONTgq" | Unknown route-map component "KRZo" | Unknown route-map component "STR+r" |

|  | Stop on track | Straight track |

|  | Station on track | Straight track |

| Unknown route-map component "CONTgq" | Unknown route-map component "ABZg+r" | Straight track |

|  | Stop on track | Straight track |

|  | Unknown route-map component "ABZgl" | Unknown route-map component "ABZg+r" |

| Unknown route-map component "KBSTaq" | Unknown route-map component "ABZg+r" | Unknown route-map component "SHI1r" |

|  | Unknown route-map component "KXBHFe-L" | Unknown route-map component "vBHF-KBHFa" |

| Unknown route-map component "d" | Unknown route-map component "LLSTRc3" |  | Unknown route-map component "vSTR-" + Unknown route-map component "SPLel" | Unknown route-map component "dCONTfq" |

|  |  | Unknown route-map component "vCONTf-" |

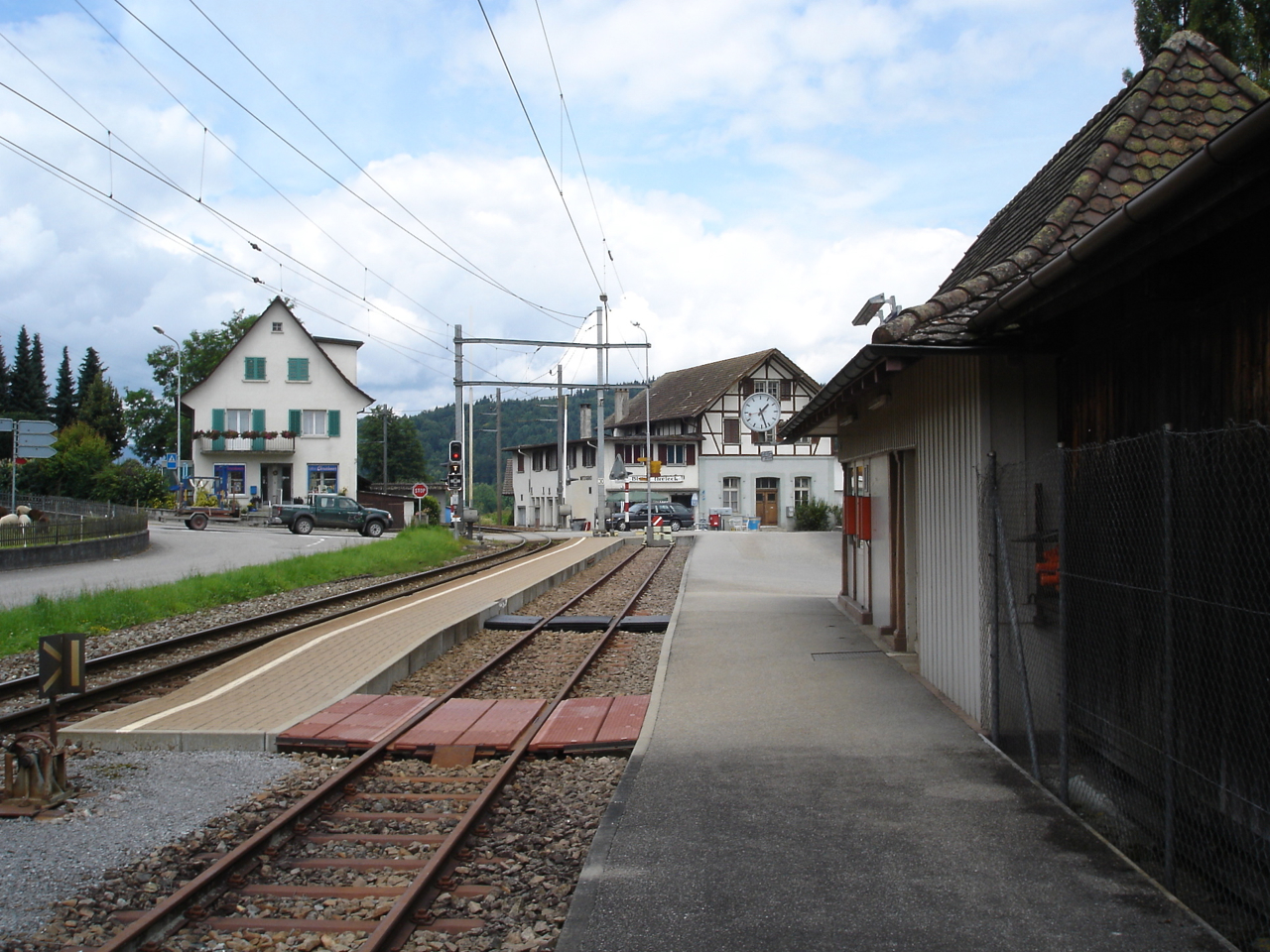
La stazione di St. Urban

La linea parte dalla stazione di Langenthal, ed ha il primo tratto (fino alla fermata Langenthal Gaswerk) in comune alla linea per Oensingen. Sovrappassata la ferrovia Berna-Olten, la linea tocca Roggwil e sfiora il canton Lucerna servendo la frazione di St. Urban del comune di Pfaffnau.
Oltre la fermata di St. Urban Ziegelei, capolinea del servizio passeggeri dal 1989, la linea rientrava nel canton Berna servendo Untersteckholz ed arrivando al capolinea di Melchnau. La tratta, utilizzata sino ai primi anni Duemila per sporadici servizi merci e per convogli storici, è stata smantellata nel 2015.

## Materiale rotabile
All'apertura il materiale rotabile consisteva in un locomotore a carrelli (Ge 4/4 56), un'elettromotrice a due assi (Ce 2/2 14) ed una a carrelli (CFe 4/4 6), tutti costruiti dalla SIG con parte elettrica Brown Boveri. Il parco rotabili si completava con tre carrozze a due assi di costruzione Schlieren (C 16÷19), tre carri merce (K 36÷37 e L 46) e tre carrelli trasbordatori (OR 66÷68), realizzati dalla SIG. Tutti rotabili erano utilizzabili anche sulla LJB (ed i rotabili della LJB potevano essere utilizzati anche sulla LMB).
L'elettromotrice Ce 2/2 14 è conservata da un'associazione di appassionati di Melchnau.
Nel 1963 furono ordinati nuovi convogli in società con la SNB, consegnati tre anni dopo: due elettromotrici (Be 4/4 81÷82) e una rimorchiata pilota (Bt 101). Nel 1974 fu rilevata dalla cessata ferrovia Biasca-Acquarossa l'elettromotrice Be 4/4 80 (costruita nel 1963 da Schlieren e Sécheron).
Per il servizio merci fu acquistata nel 1987 il locomotore-bagagliaio De 4/4 121, realizzato da Stadler, SIG e Brown Boveri.
Dal 2008 la Stadler ha consegnato all'ASm una serie di elettrotreni a tre casse (Be 4/8 110÷115, soprannominati dal costruttore "Star").